# وست وینزبرگ (پنسیلوانیا)
وست وینزبرگ (به انگلیسی: West Waynesburg) یک منطقهٔ مسکونی در ایالات متحده آمریکا است که در شهرستان گرین، پنسیلوانیا واقع شده‌است. وست وینزبرگ ۰٫۵۶ کیلومتر مربع مساحت و ۴۴۶ نفر جمعیت دارد و ۲۹۸٫۱ متر بالاتر از سطح دریا واقع شده‌است.